# Notopais echinatus
Notopais echinatus là một loài chân đều trong họ Munnopsidae. Loài này được Merrin & Bruce miêu tả khoa học năm 2006.